# Province de Hōki
La province de Hōki (伯耆国; Hōki no kuni) est une ancienne province du Japon qui se situait dans une région qui est aujourd'hui la préfecture de Tottori. La province d'Hoki était entourée par les provinces d'Inaba, de Mimasaka, de Bitchu, de Bingo et d'Izumo.
L'ancienne capitale de la province se situait sur une zone qui est aujourd'hui la ville de Kurayoshi. Yonago était aussi une ville possédant un château important. La province était divisée en 6 districts.

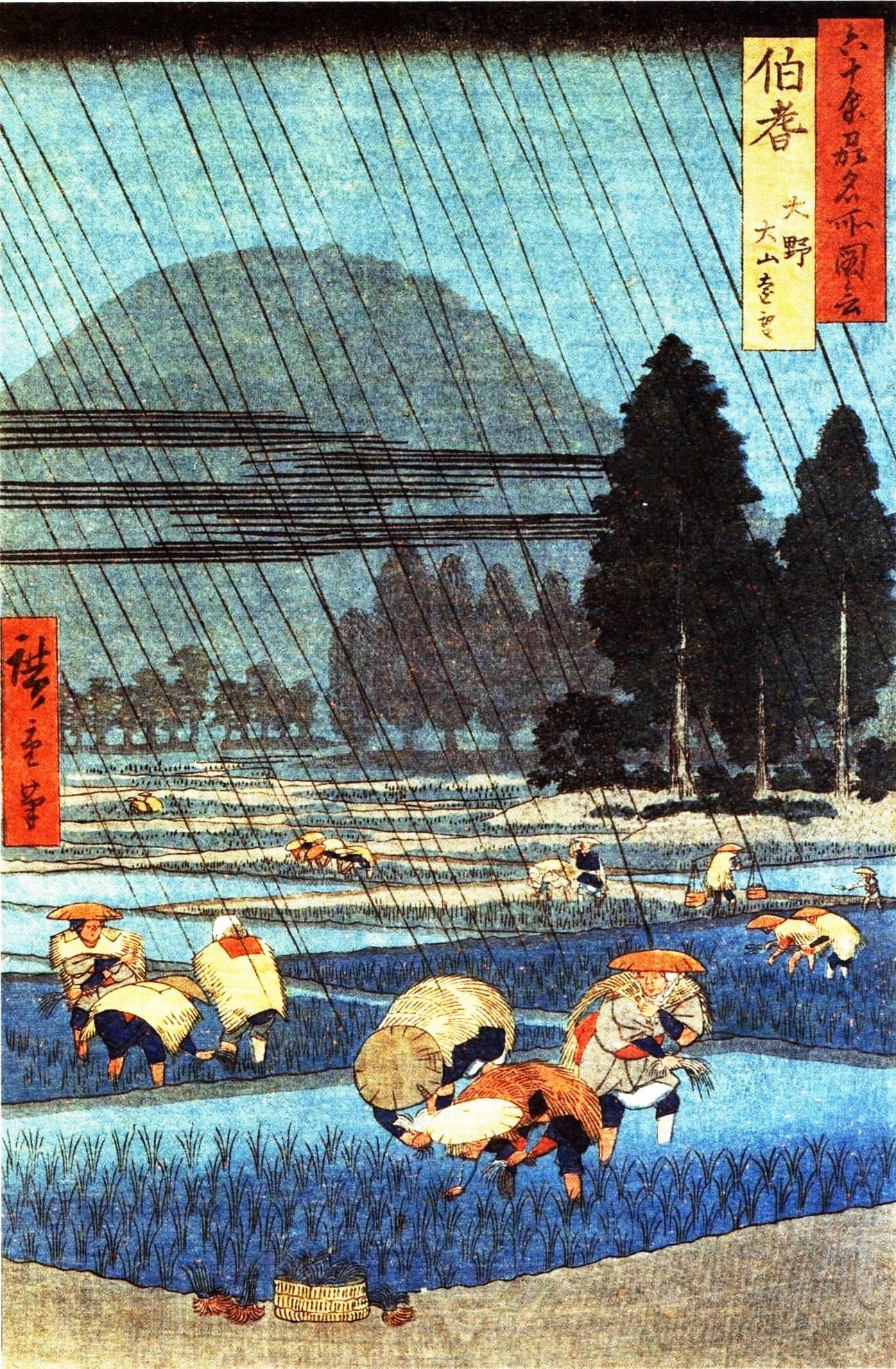
Hiroshige (1797-1858):champs de riz dans la province d'Hoki